# Кочетовка (Ульяновська область)
Кочетовка (рос. Кочетовка) — присілок в Ніколаєвському районі Ульяновської області Російської Федерації.
Населення становить 27 осіб. Входить до складу муніципального утворення Дубровське сільське поселення.

## Історія
Від 2004 року входить до складу муніципального утворення Дубровське сільське поселення.

## Населення
| 2010 |
| ---- |
| 27   |